# 联合国系统

聯合國系統組織示意圖

聯合國系統是對聯合國及其關聯機構的總稱，其中部分機構在聯合國成立前就已存在。包括：
- 聯合國6大主要機構。
- 聯合國主要機構的附屬機構。
- 联合国专门机构

## 联合国主要机构
聯合國系統的主要機構是聯合國本身。它是由《聯合國憲章》設立的六個主要機關組成：
| 联合国大会 - 联合国成员国的合議性團體- | | 联合国秘书处 - 联合国的行政机构 -                                                                             |  | 国际法院 - 国际法的法院- |  |  |
| 联合国大会厅 | 联合国总部 | 国际法院 |  |                          |  |  |
| - 可以向成员国决议非强制性建议，或向联合国安理会提建议 - 根据联合国安理会提议吸收新成员 - 審查预算 - 选举联合国安理会成员国、联合国经社理事会成员、根据安理会提议选举联合国秘书长、国际法院法官 - 一国一票。 | - 行政支持其他联合国机关，例如组织会议、撰写报告与研究以及准备预算案 - 行政首長为联合国秘书长，由联合国大会选举，任期五年，可連任一次，是联合国實際上的領導人。 | - 解决国与国之间争端，做出裁决及提供司法建议 - 15名法官由联合国大会选举，任期九年。以相对多数为原则进行裁决。 |  |                          |  |  |
| | | |  |                          |  |  |
| 联合国安全理事会 - 国际安全问题 - | 联合国经济及社会理事会 - 国际经济和社会问题 - | 聯合國託管理事會 - 管理托管地（暂停） -                                                                       |  |                          |  |  |
| 联合国安全理事会 | 联合国经济及社会理事会 | 联合国托管理事会                                                                                              |  |                          |  |  |
| - 负责世界和平与安全 - 发表强制性决议 - 决定维和、禁運等 - 15个成员：5个具有否决权的永久成员及10个选举成员。                                                                                                 | - 负责国与国之间经济和社会领域的合作 - 协调联合国专门机构之间的合作 - 54个成员，由联合国大会选举，任期三年。                                                    | - 原先负责管理前國際聯盟託管地 - 在其最后一个托管地（帕劳）于1994年获得独立之后停止运作。                     |  |                          |  |  |

除了独立的组织外，联合国的各机构还经常下设机构负责专门事务。

## 联合国大会机构

### 附属机构
- 主要委员会
- 裁军委员会（英语：United Nations Disarmament Commission）
- 人权理事会
- 国际法委员会
- 联合检查组（英语：Joint Inspection Unit）（联检组）
- 常设委员会及特设机构

### 基金和方案
均为联合国系统行政首长协调理事会（首协会）成员。
- 联合国开发计划署（UNDP）
  - 联合国资本发展基金（英语：United Nations Capital Development Fund）（UNCDF）
  - 联合国志愿人员组织（英语：United Nations Volunteers）（UNV）
- 联合国环境规划署（UNEP）[註 1]
- 联合国人口基金（UNFPA）
- 联合国人类住区规划署（UN-HABITAT）[註 1]
- 联合国儿童基金会（UNICEF）
- 世界糧食計劃署（联合国/粮农组织）（WFP）

### 研究和训练
- 联合国裁军研究所（英语：United Nations Institute for Disarmament Research）（UNIDIR）
- 联合国训练研究所（英语：United Nations Institute for Training and Research）（UNITAR）
- 联合国系统职员学院（英语：United Nations System Staff College）（UNSSC）
- 联合国大学（UNU）

### 其他实体
除国际贸易中心外，均为联合国系统行政首长协调理事会（首协会）成员。
- 国际贸易中心（联合国/世贸组织）（ITC）
- 联合国贸易和发展会议（UNCTAD）[註 1]
- 联合国难民事务高级专员公署（UNHCR）
- 联合国项目事务署（英语：United Nations Office for Project Services）（UNOPS）
- 聯合國近東巴勒斯坦難民救濟和工程處（UNRWA）
- 联合国促进性别平等和增强妇女权能署（UN-WOMEN）

### 相关组织
其中加*号者为联合国系统行政首长协调理事会（首协会）成员，IAEA和OPCW同时向安理会和大会报告，世贸组织对大会没有报告义务，但不定期为大会及经社理事会开展有关工作。
- 全面禁止核试验条约组织筹备委员会（英语：Preparatory Commission for the Comprehensive Nuclear-Test-Ban Treaty Organization）（CTBTO）
- 国际原子能机构（IAEA）*
- 国际刑事法院（ICC）
- 國際移民組織（IOM）*
- 国际海底管理局（ISA）
- 国际海洋法法庭（ITLOS）
- 禁止化学武器组织（OPCW）
- 世界贸易组织（WTO）*

另外单设建设和平委员会（同时属于安理会）、可持续发展问题高级别政治论坛（HLPF，同时属于经社理事会）。

## 安全理事会机构
下设相关组织见上。
- 反恐怖主义委员会（英语：United Nations Security Council Counter-Terrorism Committee）
- 刑事法庭余留事项国际处理机制
- 军事参谋团
- 维持和平行动及政治特派团
- 制裁委员会（特设）
- 常设委员会及特设机构

## 经济及社会理事会机构
下设基金和方案、研究和训练及其他实体见上。

### 职司委员会
- 预防犯罪和刑事司法（英语：United Nations Commission on Crime Prevention and Criminal Justice）
- 麻醉药品（英语：United Nations Commission on Narcotic Drugs）
- 人口与发展（英语：United Nations Commission on Population and Development）
- 科学和技术促进发展（英语：United Nations Commission on Science and Technology for Development）
- 社会发展（英语：United Nations Commission for Social Development）
- 统计（英语：United Nations Statistical Commission）
- 妇女地位
- 联合国森林论坛（英语：United Nations Forum on Forests）

### 区域委员会
- 非洲经济委员会（ECA）
- 欧洲经济委员会（ECE）
- 拉丁美洲和加勒比经济委员会（ECLAC）
- 亚洲及太平洋经济社会委员会（ESCAP）
- 西亚经济社会委员会（ESCWA）

### 其他机构
- 发展政策委员会（英语：Committee for Development Policy）
- 公共行政专家委员会（英语：United Nations Committee of Experts on Public Administration）
- 非政府组织委员会（英语：United Nations Committee on Non-Governmental Organizations）
- 土著问题常设论坛（英语：United Nations Permanent Forum on Indigenous Issues）
- 联合国艾滋病毒/艾滋病联合规划署（UNAIDS）
- 联合国地名专家组（英语：United Nations Group of Experts on Geographical Names）（UNGEGN）
- 全球地理空间信息管理专家委员会（英语：United Nations Committee of Experts on Global Geospatial Information Management）（UNGGIM）

### 研究和训练
- 联合国区域间犯罪和司法研究所（英语：United Nations Interregional Crime and Justice Research Institute）（UNICRI）
- 联合国社会发展研究所（UNRISD）

### 专门机构
均为联合国系统行政首长协调理事会（首协会）成员，这些自治组织的工作在经社理事会和首协会之间协调。
- 联合国粮食及农业组织（FAO）
- 国际民用航空组织（ICAO）
- 国际农业发展基金（IFAD）
- 国际劳工组织（ILO）
- 国际货币基金组织（IMF）
- 国际海事组织（IMO）
- 国际电信联盟（ITU）
- 联合国教育、科学及文化组织（UNESCO）
- 联合国工业发展组织（UNIDO）
- 世界旅游组织（UNWTO）
- 万国邮政联盟（UPU）
- 世界卫生组织（WHO）
- 世界知识产权组织（WIPO）
- 世界气象组织（WMO）
- 世界银行集团
  - 国际复兴开发银行（IBRD，对外称世界银行）
  - 国际开发协会（IDA）
  - 国际金融公司（IFC）

注：解决投资争端国际中心（ICSID）和多边投资担保机构（MIGA）尽管同样属于世界银行集团组成部分，但根据《宪章》第57条和63条，两者不属于专门机构序列。

## 联合国秘书处组织
下设区域委员会见上。
- 秘书长办公厅（EOSG）
- 发展协调办公室（DCO）
- 经济和社会事务部（DESA）
- 大会和会议管理部（DGACM）
- 全球传播部（DGC）
- 管理战略、政策和合规部（DMSPC）
- 业务支助部（DOS）
- 和平行动部（DPO）
- 政治和建设和平事务部（英语：United Nations Department of Political and Peacebuilding Affairs）（DPPA）
- 安全和安保部（英语：United Nations Department for Safety and Security）（DSS）
- 人道主義事務協調廳（OCHA）
- 反恐怖主义办公室（英语：United Nations Office of Counter-Terrorism）（OCT）
- 裁军事务厅（ODA）
- 联合国人权事务高级专员办事处（OHCHR）
- 内部监督事务厅（英语：United Nations Office of Internal Oversight Services）（OIOS）
- 法律事务厅（OLA）
- 外层空间事务厅（OOSA）
- 非洲问题特别顾问（德语：UN-Sonderberater für Afrika）办公室（OSAA）
- 负责儿童与武装冲突问题秘书长特别代表（西班牙语：Representante Especial del Secretario General para la infancia y conflictos armados）办公室（SRSG/CAAC）
- 负责冲突中性暴力问题秘书长特别代表办公室（英语：Office of the Special Representative of the Secretary-General on Sexual Violence in Conflict）（SRSG/SVC）
- 负责暴力侵害儿童问题秘书长特别代表办公室（SRSG/VAC）
- 联合国减少灾害风险办公室（英语：United Nations Office for Disaster Risk Reduction）（UNDRR）
- 联合国毒品和犯罪问题办公室（UNODC，为联合国系统行政首长协调理事会（首协会）成员）
- 联合国日内瓦办事处（UNOG）
- 最不發達國家、內陸發展中國家和小島嶼發展中國家高級代表辦公室（UN-OHRLLS）
- 联合国内罗毕办事处（UNON）
- 联合国伙伴关系办公室（英语：United Nations Office for Partnerships）（UNOP，作为对联合国基金会的协调中心）
- 联合国维也纳办事处（UNOV）
- 联合国青年办公室（UN YOUTH）

秘书处还包括以下非建制的办公室：道德操守办公室、联合国监察员和调解事务办公室及内部司法办公室。